# Enrique Villanueva
Enrique Villanueva est une municipalité de la province de Siquijor, aux Philippines.